# Pied-noir
Pied-noir (franskt uttal: [pjenwaʁ], 'svartfot'), plural pieds-noirs, är en term för franska medborgare som bodde i franska Algeriet före självständigheten.
Pieds-noirs inkluderar särskilt de invånare som härstammade från franska eller andra europeiska bosättare (till exempel sådana från Spanien, Italien och Malta), men som var födda i Algeriet. Från den franska invasionen 18 juni 1830 fram till självständigheten var Algeriet administrativt en del av Frankrike.
Namnet började användas allmänt strax före slutet av det algeriska frihetskriget år 1962. Tidigare kallades de helt enkelt algerier, medan muslimska folkgrupper i Algeriet kallades muslimer eller inhemska. Vid självständigheten uppgick antalet pieds-noirs till 1 400 000 personer eller ungefär 13 procent av den totala befolkningen. Efter Algeriets självständighet evakuerades över en miljon pieds-noirs av fransk nationalitet till Frankrike. Vid ankomsten brännmärktes de av vänstern för deras påstådda utnyttjande av den inhemska algeriska befolkningen och för att ha orsakat kriget, och därigenom den politiska oron efter den fjärde franska republikens kollaps. Många pieds-noirs kände sig dubbelt alienerade; de var inte hemma vare sig i Algeriet eller i Frankrike.